# The Fear (Ben Howard)
"The Fear" is een nummer van de Britse singer-songwriter Ben Howard. Het nummer werd uitgebracht op zijn debuutalbum Every Kingdom uit 2011. Op 5 december van dat jaar werd het nummer uitgebracht als de derde single van het album.

## Achtergrond
"The Fear" is geschreven door Howard en geproduceerd door Chris Bond en Jason Howes. Het nummer wordt gezongen vanuit twee verschillende oogpunten. Aan de ene kant is de zanger bezorgd over de ongerustheid van iemand anders. Aan de andere kant is hij ook bezorgd over bepaalde aspecten in zijn eigen leven. Uiteindelijk trekt hij de conclusie dat iedereen zich zorgen maakt.
"The Fear" werd een hitje in Howards thuisland het Verenigd Koninkrijk, waar het tot plaats 58 in de hitlijsten kwam. In Vlaanderen werd het een grote hit met een vijfde plaats in de Ultratop 50. In Wallonië kwam het niet in de Ultratop 50 terecht, maar bleef het steken op de tweede plaats in de "Bubbling Under"-lijst. In Nederland werd de Top 40 niet gehaald en bleef de single steken op de negende plaats in de Tipparade.

## NPO Radio 2 Top 2000
| Nummer met noteringen in de NPO Radio 2 Top 2000 | '15  | '16  |
| ------------------------------------------------ | ---- | ---- |
| The Fear                                         | 1446 | 1949 |

1. ↑  Een vetgedrukt getal geeft de hoogste notering aan.
2. ↑  2015 was het eerste jaar met een notering voor dit nummer.
3. ↑  Deze tabel is bijgewerkt tot en met de laatste editie (2024).